# رينيه دريفوس
رينيه دريفوس (بالفرنسية: René Dreyfus)‏ هو سائق سيارة سباق فرنسي، ولد في 6 مايو 1905 في نيس في فرنسا، وتوفي في 16 أغسطس 1993 في نيويورك في الولايات المتحدة.

## روابط خارجية
- رينيه دريفوس على موقع IMDb (الإنجليزية)
- رينيه دريفوس على موقع Racing-Reference.info (الإنجليزية)
- رينيه دريفوس على موقع DriverDB.com (الإنجليزية)